# Powiat Gostyn
Powiat Gostyn (niem. Kreis Gostyn, pol. powiat gostyński) – niemiecki powiat istniejący w okresie od 1887 do 1919 r. na terenie prowincji poznańskiej.
Powiat Gostyn utworzono w 1887 r. z części powiatów Kröben i Schrimm. W 1918 r. w prowincji poznańskiej wybuchło powstanie wielkopolskie przeciwko rządom niemieckim i powiat Gostyn znalazł się prawie w całości pod kontrolą powstańców. W 1919 r. w ramach traktatu wersalskiego terytorium powiatu trafiło do państwa polskiego, a w następnym roku Niemcy oddali Polsce kontrolowane do tej pory skrawki powiatu Gostyn. Podczas II wojny światowej niemieckie władze okupacyjne utworzyły w 1941 r. powiat Gostingen w okręgu Kraju Warty. Okupacja niemiecka zakończyła się w 1945 r. ofensywą Armii Czerwonej.
W 1910 r. powiat obejmował 151 gmin o powierzchni 600,96 km² zamieszkanych przez 48.326 osób.